# Gene Mako
Constantine Gene Mako (ur. 24 stycznia 1916 w Budapeszcie, zm. 14 czerwca 2013 w Los Angeles) – amerykański tenisista, zwycięzca 4 turniejów wielkoszlemowych w grze podwójnej i 1 w grze mieszanej, zdobywca Pucharu Davisa.
Mako urodził się w Budapeszcie, wkrótce po narodzinach przeniósł się z rodziną do Buenos Aires, a w 1923 roku do Los Angeles.
Uprawiał również przez pewien czas koszykówkę, a po zakończeniu kariery tenisowej z powodzeniem zajął się handlem dziełami sztuki.
W czasie II wojny światowej służył w marynarce wojennej.

## Kariera tenisowa
Studiował na University of Southern California i w barwach tej drużyny zdobył międzyuczelniane mistrzostwo USA w 1934 roku w singlu i deblu (w parze z Philipem Castlenem).
Początkowo Mako znany był z potężnego serwisu, ale w 1936 roku wskutek przetrenowania doznał poważnej kontuzji prawego ramienia, która o mało nie zakończyła jego kariery. Uchodził za gracza obdarzonego instynktem deblowym, potrafiącego zawsze znaleźć na korcie właściwe miejsce dla piłki.
Sukcesy odnosił głównie w rozgrywkach deblowych. Tworzył skuteczną parę z Donem Budge'm – w latach 1935–1938 byli 4 razy z rzędu w finałach mistrzostw USA (obecnie US Open), wygrywając w 1936 i 1938 roku. W 1935 i 1936 roku ich przeciwnikami byli Wilmer Allison i John Van Ryn, w 1937 Niemcy Gottfried von Cramm i Henner Henkel, w 1938 Australijczycy Adrian Quist i John Bromwich. Mako i Budge wygrali także Wimbledon w latach 1937 i 1938, w pierwszym finale pokonując obrońców tytułu Pata Hughesa i Charlesa Tuckeya, a rok później Hennera Henkela i Georga von Metaxę. W 1938 roku debel amerykański uległ w finale mistrzostw Francji (obecnie French Open) reprezentantom gospodarzy Yvonowi Petrze i Bernardowi Destremau.
Mako i Budge spotykali się jako rywale w grze mieszanej. W finale mistrzostw USA w 1936 roku zwycięzcą w rywalizacji był Mako – w parze z Alice Marble pokonał Budge'a i Sarah Palfrey. Z kolei na Wimbledonie w 1937 roku Mako był partnerem Jadwigi Jędrzejowskiej. W półfinale Budge pokonał Mako i Jędrzejowską w parze z Marble (para ta wygrała następnie mikstowy turniej wimbledoński).
W 1937 i 1938 roku Gene Mako klasyfikowany był w czołowej dziesiątce rankingu amerykańskiego (w 1938 jako 3. tenisista, za Donem Budge'm i Bobbym Riggsem), a w 1938 znalazł się na 9. miejscu rankingu światowego The Daily Telegraph. W tymże sezonie osiągnął swój największy sukces w grze pojedynczej. Jako zawodnik nierozstawiony doszedł do finału mistrzostw USA. W finale turnieju zmierzył się z Donem Budge'm, będąc dla niego ostatnią przeszkodą w drodze do historycznego sukcesu. Mako przegrał 3:6, 8:6, 2:6, 1:6 i nie przeszkodził swojemu partnerowi deblowemu w osiągnięciu pierwszego w dziejach Wielkiego Szlema.
W latach 1935–1938 występował w reprezentacji USA w Pucharze Davisa, w 1937 i 1938 roku zdobywając trofeum. Bilans jego występów wyniósł 6 zwycięstw i 3 porażki, z czego tylko jeden mecz (przegrany kreczem) Mako rozegrał jako singlista. W 1937 roku przyczynił się do sukcesu, w parze z Budge'm pokonując w finale międzystrefowym Niemców von Cramma i Henkela, a następnie we właściwym finale (z broniącymi Pucharu Brytyjczykami) Charlesa Tuckeya i Franka Wilde’a. Rok później debel Mako–Budge przegrał w finale z Australijczykami Bromwichem i Quistem, ale dwa punkty singlowe Budge'a i jeden Riggsa wystarczyły do końcowego zwycięstwa Amerykanów.
Mako 3 razy wywalczył deblowe mistrzostwo USA na kortach ziemnych – w 1931 roku z Jackiem Tidballem, w 1934  roku z Budge'm, w 1939 roku z Frankiem Parkerem.
W 1943 roku sięgnął po mistrzostwo USA zawodowców w parze z Bruce’em Barnesem.
W 1973 roku został przyjęty do Międzynarodowej Tenisowej Galerii Sławy.

### Finały w turniejach wielkoszlemowych

#### Gra pojedyncza (0–1)
| Końcowy wynik | Nr | Data | Turniej                                | Nawierzchnia | Przeciwnik | Wynik finału       |
| ------------- | -- | ---- | -------------------------------------- | ------------ | ---------- | ------------------ |
| Finalista     | 1. | 1938 | U.S. National Championships, Nowy Jork | Trawiasta    | Don Budge  | 3:6, 8:6, 2:6, 1:6 |

#### Gra podwójna (4–3)
| Końcowy wynik | Nr | Data | Turniej                                | Nawierzchnia | Partner   | Przeciwnicy                       | Wynik finału            |
| ------------- | -- | ---- | -------------------------------------- | ------------ | --------- | --------------------------------- | ----------------------- |
| Finalista     | 1. | 1935 | U.S. National Championships, Nowy Jork | Trawiasta    | Don Budge | Wilmer Allison John Van Ryn       | 2:6, 3:6, 6:2, 6:3, 1:6 |
| Zwycięzca     | 1. | 1936 | U.S. National Championships, Nowy Jork | Trawiasta    | Don Budge | Wilmer Allison John Van Ryn       | 6:4, 6:2, 6:4           |
| Zwycięzca     | 2. | 1937 | Wimbledon, Londyn                      | Trawiasta    | Don Budge | Pat Hughes Raymond Tuckey         | 6:0, 6:4, 6:8, 6:1      |
| Finalista     | 2. | 1937 | U.S. National Championships, Nowy Jork | Trawiasta    | Don Budge | Gottfried von Cramm Henner Henkel | 4:6, 5:7, 4:6           |
| Finalista     | 3. | 1938 | French Championships, Paryż            | Ceglana      | Don Budge | Bernard Destremau Yvon Petra      | 6:3, 3:6, 7:9, 1:6      |
| Zwycięzca     | 3. | 1938 | Wimbledon, Londyn                      | Trawiasta    | Don Budge | Henner Henkel Georg von Metaxa    | 6:4, 3:6, 6:3, 8:6      |
| Zwycięzca     | 4. | 1938 | U.S. National Championships, Nowy Jork | Trawiasta    | Don Budge | John Bromwich Adrian Quist        | 6:3, 6:2, 6:1           |

#### Gra mieszana (1–0)
| Końcowy wynik | Nr | Data | Turniej                                | Nawierzchnia | Partnerka    | Przeciwnicy                   | Wynik finału |
| ------------- | -- | ---- | -------------------------------------- | ------------ | ------------ | ----------------------------- | ------------ |
| Zwycięzca     | 1. | 1936 | U.S. National Championships, Nowy Jork | Trawiasta    | Alice Marble | Sarah Palfrey Cooke Don Budge | 6:3, 6:2     |